# Dragovica
Dragovica je naselje v Mestni občini Nova Gorica. Ustanovljeno je bilo leta 2004 iz dela ozemlja naselja Grgarske Ravne. Leta 2015 je imelo 50 prebivalcev.